# Colisión entre el Iridium 33 y el Cosmos 2251

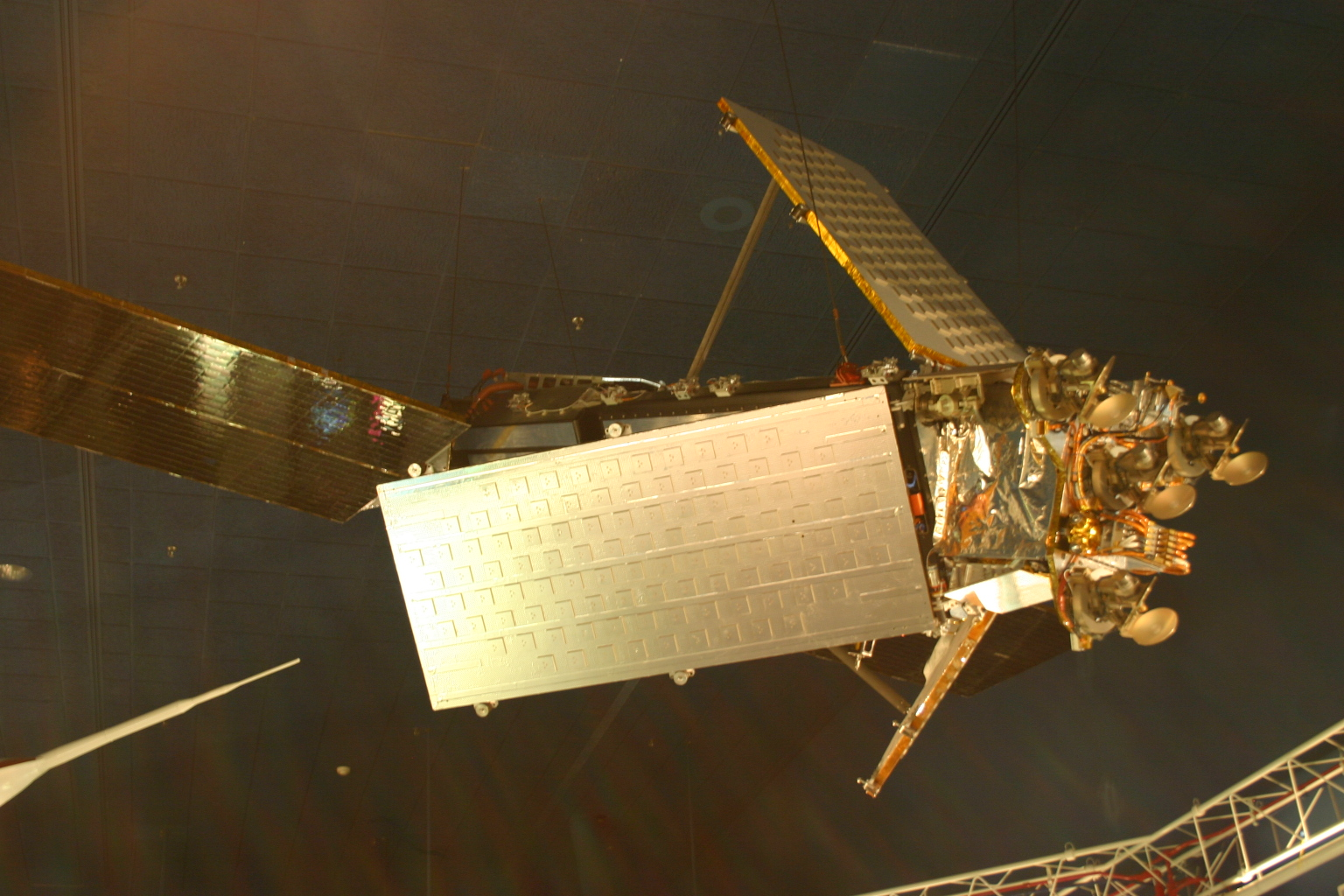
Réplica del Iridium 33.

La colisión de satélites de 2009 fue la primera gran colisión entre satélites artificiales orbitando la Tierra. Tuvo lugar a las 16:56 UT a 776 km sobre la península de Taimyr (Siberia) el 10 de febrero de 2009, a una velocidad estimada de 42000 km/h.
La colisión destruyó a los satélites Iridium 33 y Cosmos 2251, arrojando una gran cantidad de basura espacial.